# Quilmes AC

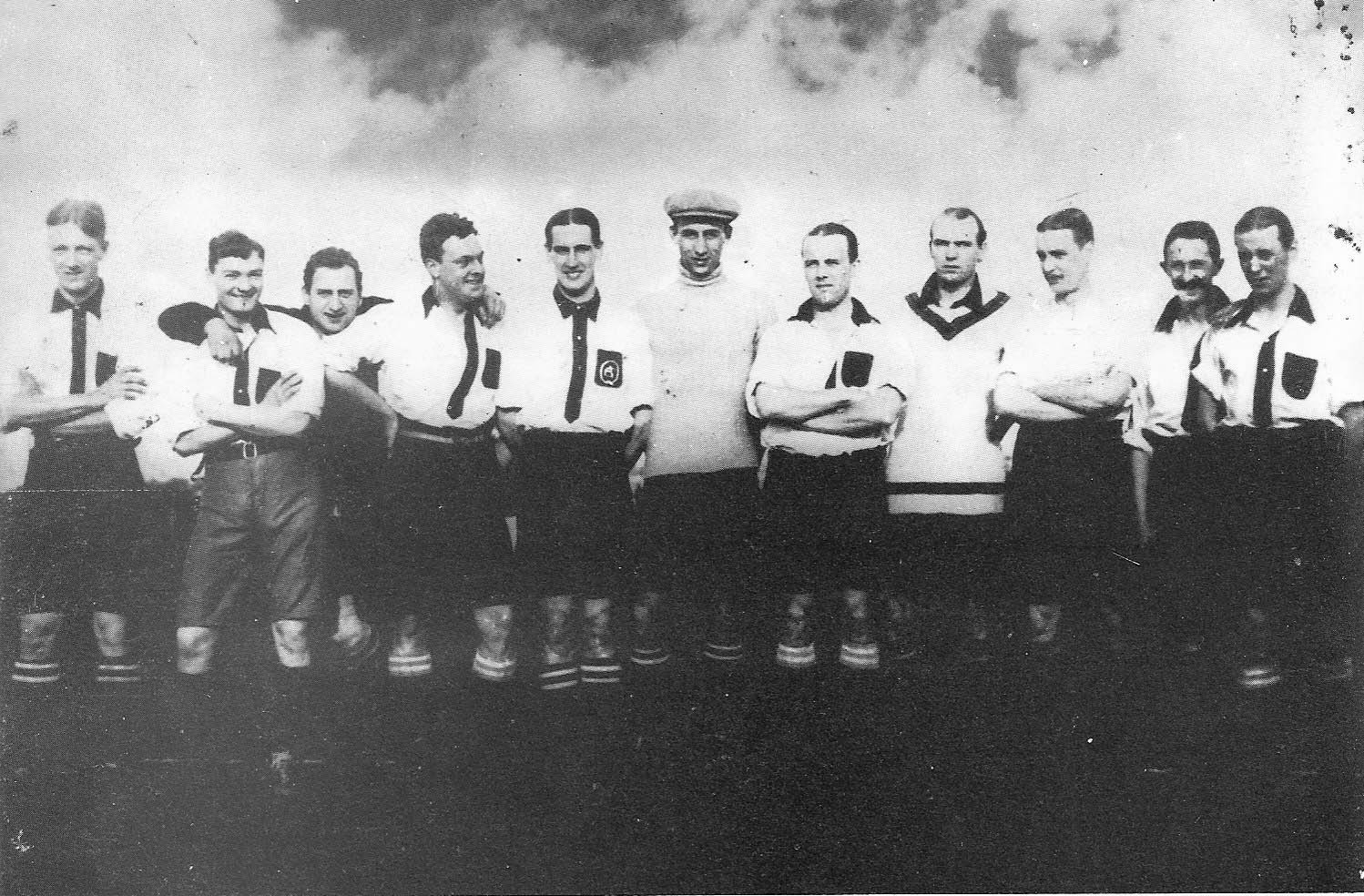
Quilmes AC in 1912

Quilmes Atlético Club is een Argentijnse voetbalclub uit Quilmes. De club werd twee keer landskampioen.

## Geschiedenis
Reeds in 1880 stichtten Britse immigranten Quilmes and Polo Club. In 1887 werd dan Quilmes Rovers Athletic Club opgericht, er speelden enkel Britten. In 1893 trad de club voor het eerst aan in de hoogste klasse. Op 5 november 1897 werd Quilmes Cricket Club opgericht dat in 1901 de naam Quilmes Athletic Club aannam. De huidige club neem 5 november 1887 als oprichtingsdatum, echter is dit in principe niet correct omdat deze club ontbonden werd en Quilmes Cricket Club een andere club was. In de beginjaren was de club enkel toegankelijk voor Britse migranten, waardoor als tegenreactie Argentino de Quilmes werd opgericht, waar zich ook Argentijnen mochten aansluiten. In het begin van de twintigste eeuw begon Quilmes Athletic ook Argentijnen toe te laten. Quilmes was de eerste club van de clubs die heden nog bestaan die in de competitie tegen de legendarische club Alumni Athletic speelde. Pas in 1906 kon Quilmes deze club verslaan. Datzelfde jaar begon ook stadsrivaal Argentino in de hoogste klasse.
In 1911 werd de club nog laatste, maar een jaar later haalden ze de titel binnen. Dit kwam evenwel door het feit dat Alumni ontbonden werd en vele spelers van de kampioen zich bij Quilmes aansloten. In 1916 degradeerde de club uit de hoogste afdeling en keerde terug in 1920 en bleef nu in de hoogste klasse. Na een aantal jaren in de kelder te spelen werd de club een middenmoter.
In 1931 werd het profvoetbal ingevoerd. De amateurcompetitie bleef nog vier jaar bestaan, maar Quilmes koos meteen voor het profvoetbal. In 1933 degradeerde de club een eerste keer en kon na één seizoen terugkeren. In 1937 volgde opnieuw een degradatie. Het duurde tot 1949 vooraleer de club na de titel in de Primera B de terugkeer kon vieren. Na twee seizoenen moest de club weer een stap terugzetten. In 1959 werd de huidige naam aangenomen omdat Juan Perón de naam wilde verspaansen. In 1961 werd de club tweede in de tweede klasse achter Newell's Old Boys, maar omdat deze club CA Excursionistas probeerde om te kopen door een geldsom te beloven als ze van Quilmes wonnen kreeg deze club 10 strafpunten en werd Quilmes kampioen. De terugkeer was echter van korte duur.

## Tenue
| Football 1887-1901 | Football 1901-heden | Veldhockey |

## Bekende (oud-)spelers
- Luis Andreucci
- Daniel Bertoni
- Pablo Batalla
- Walter Benitez
- Jorge Luis Campos
- Alejandro Damián Domínguez
- Pedro Dellacha
- Marcelo Elizaga
- Ubaldo Fillol
- Omar Hugo Gomez
- Humberto Maschio
- Erwin Romero
- Ricardo Villa
- Nelson Vivas
- Ángel Tulio Zof
- Juan Iturbe
- Alvaro Pereira
- Martín Cauteruccio
- Charles Aranguiz